# Joanna Żabnicka
Joanna Żabnicka (ur. 1989) – polska poetka.

## Życiorys
Joanna Żabnicka jest absolwentką polonistyki na Uniwersytecie im. Adama Mickiewicza w Poznaniu. Publikowała w Czasie Kultury i ProArte. Związana z portalem teatralia.com.pl. Była nominowana do Wrocławskiej Nagrody Poetyckiej Silesius 2017 w kategorii debiut za tom Ogrodnicy z Marly oraz do Poznańskiej Nagrody Literackiej - Stypendium im. Stanisława Barańczaka 2020 za tom Koniec lata - za ten tom otrzymała Medal Młodej Sztuki 2021. W 2025 za tom Dobre sąsiedztwo otrzymała nominacje do Nagrody Poetyckiej im. Konstantego Ildefonsa Gałczyńskiego oraz do Nagrody im. Wisławy Szymborskiej.